# レインボー号 (飛行船)
レインボー号 (JA1002) は、日本で第二次大戦後2番目に飛行船として登録された、商用の軟式飛行船。
1973年、積水ハウスの宣伝活動を目的として西ドイツのWDL社から輸入された。WDL社におけるコードは、Luftschiff WDL-1。定置場は、埼玉県のホンダエアポート。
巨大な「目玉模様」とカラフルな原色のデザインなど、他の飛行船とは一線を期する塗装を施され、レインボー号と命名された。
塗装デザインは、大阪万博の太陽の塔が話題となった岡本太郎が担当した。
当初、スポンサー企業の積水ハウスの社名が船体に書かれていたが、岡本が『大空はみんなのものだ。　そこに広告を入れて飛ばすなんてけしからん！』と発言をし、また積水ハウス側もそれを受け入れたため、宣伝用飛行船としては異例の会社名や商品名の入っていない機体として日本の空を飛ぶこととなった。
結果、『あの飛行船はなに？』といった問い合わせが殺到し、積水ハウスの知名度は上昇したという。
また一社の宣伝機体でありながらも、学研の科学と学習などにも資料として取り上げられカラー写真などで紹介されたりもした。
1977年、飛行船愛好家の田中新造氏が買収、静岡県へ移送された。その後の経緯は未詳だが、2010年現在で登録は抹消されていない模様。